# William Fichtner
William Edward Fichtner, Jr. (Base Mitchel de la Força Aèria, Nova York, 27 de novembre de 1956) és un actor nord-americà conegut pels seus papers com aButch Cavendish a The Lone Ranger, el Comptable a Fúria cega, David "Sully" Sullivan a La tempesta perfecta, Alexander Mahone a Prison Break, William Sharp a Armageddon i Adam Janikowski a Mom. També va interpretar a Ken Rosenberg en els videojocs Grand Theft Auto: Vice City i Grand Theft Auto: San Andreas, entre d'altres.

## Primers anys
Fichtner va néixer a la Mitchel Air Force Base de East Meadow, Nova York, i fou criat a Cheektowaga, Nova York, fill de Patricia A. Steitz i William E. Fichtner. És d'ascendència alemanya.
Fichtner es va graduar a la Maryvale High School (a Cheektowaga, Nova York) el 1974. Després de graduar-se al Farmingdale State College el 1976 amb un títol tècnic en justícia penal, va assistir a SUNY Brockport i va aconseguir un Bachelor of Arts en justícia penal el 1978. Fichtner va decidir estudiar a l'American Academy of Dramatic Arts de Nova York. També li va influenciar Don Harvey, assessor d’admissions del Farmingdale State College, en la seva decisió d’estudiar interpretació. Harvey, que s'ha convertit en un gran amic seu, va portar a Fichtner al seu primer programa de Broadway. El 18 de maig de 2008, va rebre un doctorat honoris causa en lletres humanes del Farmingdale State College.

## Carrera
Fichtner va començar la seva carrera com a actor com Josh Snyder a As the World Turns en 1987. Des de llavors ha aparegut en les pel·lícules: Contact, Heat, Armageddon, Sense límit, Equilibrium, Black Hawk Abatut, La tempesta perfecta, El clan dels trencalossos, Crash, Ultravioleta, Fúria cega i El cavaller fosc. La majoria dels seus rols van ser com a actor de repartiment; un dels seus papers com a protagonista va ser en Passion of Mind, al costat de Demi Moore i Stellan Skarsgård. Pel seu paper en Crash va guanyar el Premi del Sindicat d'Actors de Cinema al millor repartiment.

## Filmografia

### Cinema
| Any  | Títol                                                     | Paper                   | Notes                                                              | Referències |
| ---- | --------------------------------------------------------- | ----------------------- | ------------------------------------------------------------------ | ----------- |
| 1994 | Quiz Show                                                 | Gerent d'escenari       |                                                                    |             |
| 1995 | Virtuosity                                                | Wallace                 |                                                                    |             |
| 1995 | Reckless                                                  | pare de Rachel          |                                                                    |             |
| 1995 | Strange Days                                              | Dwayne Engelman         |                                                                    |             |
| 1995 | Heat                                                      | Roger Van Zant          |                                                                    |             |
| 1995 | Underneath                                                | Tommy Dundee            |                                                                    |             |
| 1996 | Albino Alligator                                          | Law                     |                                                                    |             |
| 1997 | Contact                                                   | Kent                    |                                                                    |             |
| 1997 | El segrest (Switchback)                                   | cap Jack McGinnis       |                                                                    |             |
| 1998 | Armageddon                                                | Coronel William Sharp   |                                                                    |             |
| 1999 | Go                                                        | Burke                   |                                                                    |             |
| 1999 | The Settlement                                            | Jerry                   |                                                                    |             |
| 2000 | The Perfect Storm                                         | David "Sully" Sullivan  |                                                                    |             |
| 2000 | Tothom la volia morta (Drowning Mona)                     | Phil Dearly             |                                                                    |             |
| 2000 | Passion of Mind                                           | Aaron                   |                                                                    |             |
| 2000 | Endsville                                                 | príncep Victor          |                                                                    | [ 7 ]       |
| 2001 | Pearl Harbor                                              | pare de Danny           |                                                                    |             |
| 2001 | Black Hawk Down                                           | SFC Jeff Sanderson      | Nominada: Premi Phoenix Film Critics Society al millor repartiment |             |
| 2001 | Què més pot passar? (What's the Worst That Could Happen?) | Detectiu Alex Tardio    |                                                                    |             |
| 2002 | Julie Walking Home                                        | Henry                   |                                                                    |             |
| 2002 | Equilibrium                                               | Jürgen                  |                                                                    |             |
| 2004 | Crash                                                     | Flanagan                |                                                                    |             |
| 2005 | Nou vides (Nine Lives)                                    | Andrew                  |                                                                    |             |
| 2005 | The Chumscrubber                                          | Dr. Bill Stifle         |                                                                    |             |
| 2005 | The Moguls                                                | Otis                    |                                                                    |             |
| 2005 | The Longest Yard                                          | capità Knauer           |                                                                    |             |
| 2005 | Mr. & Mrs. Smith                                          | Dr. Wexler              | Veu                                                                |             |
| 2006 | Ultraviolet                                               | Garth                   |                                                                    |             |
| 2007 | Blades of Glory                                           | Darren MacElroy         |                                                                    |             |
| 2007 | First Snow                                                | Ed                      |                                                                    |             |
| 2008 | The Dark Knight                                           | director de banc        |                                                                    |             |
| 2010 | Forehead Tittaes                                          | cap                     |                                                                    | [ 8 ]       |
| 2010 | Date Night                                                | D.A. Frank Crenshaw     |                                                                    |             |
| 2011 | The Big Bang                                              | detectiu Poley          |                                                                    |             |
| 2011 | Drive Angry                                               | El comptable            |                                                                    |             |
| 2012 | Wrong                                                     | mestre Chang            |                                                                    |             |
| 2012 | Seal Team Six: The Raid on Osama Bin Laden                | Mr. Guidry              |                                                                    |             |
| 2013 | Phantom                                                   | Alex Kozlov             |                                                                    |             |
| 2013 | The Lone Ranger                                           | Butch Cavendish         |                                                                    |             |
| 2013 | Elysium                                                   | John Carlyle            |                                                                    |             |
| 2014 | The Homesman                                              | Vester Belknap          |                                                                    |             |
| 2014 | Teenage Mutant Ninja Turtles                              | Eric Sacks              |                                                                    |             |
| 2016 | Independence Day: Resurgence                              | General Joshua T. Adams |                                                                    |             |
| 2016 | American Wrestler: The Wizard                             | entrenador Plyler       |                                                                    |             |
| 2017 | Hot Summer Nights                                         | Shep                    |                                                                    |             |
| 2017 | Krystal                                                   | Dr. Farley              |                                                                    |             |
| 2018 | 12 valents                                                | Coronel John Mulholland |                                                                    |             |
| 2018 | The Neighbor                                              | Mike                    |                                                                    |             |
| 2018 | Traffik                                                   | Sr. Waynewright         |                                                                    |             |
| 2018 | OG                                                        | Danvers                 |                                                                    |             |
| 2018 | Armed                                                     | Richard                 |                                                                    |             |
| 2018 | Cold Brook                                                | Ted Markham             | També director i co-escriptor                                      | [ 9 ]       |
| 2018 | All the Devil's Men                                       | Brennan                 |                                                                    |             |
| 2019 | Finding Steve McQueen                                     | Enzo Rotella            |                                                                    |             |
| 2019 | Josie & Jack                                              | Raeburn                 |                                                                    |             |
| 2019 | The Gettysburg Address                                    | John G. Nicolay         | Veu                                                                |             |

### Sèries i pel·lícules de televisió
| Any          | Títol                                      | Paper                | Notes | Referències |
| ------------ | ------------------------------------------ | -------------------- | ----- | ----------- |
| 1987–1994    | As the World Turns                         | Josh Snyder          |       |             |
| 1989         | A Man Called Hawk                          | Boros                |       |             |
| 1989         | Baywatch                                   | Howard Ganza         |       |             |
| 1994–1995    | Grace Under Fire                           | Ryan                 |       |             |
| 1995         | High Lonesome: A Father for Charlie        | agutzil              |       | [ 10 ]      |
| 2002         | MDs                                        | Bruce Kellerman      |       |             |
| 2004         | The West Wing                              | Christopher Mulready |       |             |
| 2005         | Empire Falls                               | Jimmy Minty          |       |             |
| 2005         | American Dad!                              | Harland (veu)        |       |             |
| 2005–2006    | Invasion                                   | agutzil Tom Underlay |       |             |
| 2006–2009    | Prison Break                               | Alexander Mahone     |       |             |
| 2009–2011    | Entourage                                  | Phil Yagoda          |       |             |
| 2010         | Night and Day                              | Dan Hollister        |       |             |
| 2012         | Seal Team Six: The Raid on Osama Bin Laden | Mr. Guidry           |       | [ 11 ]      |
| 2013–2014    | Crossing Lines                             | Carl Hickman         |       |             |
| 2015–2016    | Empire                                     | Jameson Henthrop     |       |             |
| 2016–present | Mom                                        | Adam                 |       |             |
| 2016–present | Shooter                                    | O'Brien              |       |             |
| 2017–        | Top Gear America                           | Host                 |       |             |

### Videojocs
| Any  | Títol                          | Paper                  | Notes | Referències |
| ---- | ------------------------------ | ---------------------- | ----- | ----------- |
| 2002 | Grand Theft Auto: Vice City    | Ken Rosenberg          |       |             |
| 2004 | Grand Theft Auto: San Andreas  | Ken Rosenberg          |       |             |
| 2008 | Turok                          | Logan                  |       |             |
| 2011 | Call of Duty: Modern Warfare 3 | Sergent mestre Sandman |       |             |
| 2012 | Infex                          | L'administrador        |       |             |
| 2013 | Disney Infinity                | Butch Cavendish        |       |             |
| 2014 | Teenage Mutant Ninja Turtles   | The Shredder           |       |             |